# Cornella de Bennett
La cornella de Bennett (Corvus bennetti) és un ocell de la família dels còrvids (Corvidae).

## Hàbitat i distribució
Habita zones amb arbres del àrid interior d'Austràlia, cap al nord fins al nord d'Austràlia Occidental, centre de Territori del Nord, sud de Queensland i Nova Gal·les del Sud.